# Pinanga singaporensis
Pinanga singaporensis är en enhjärtbladig växtart som beskrevs av Henry Nicholas Ridley. Pinanga singaporensis ingår i släktet Pinanga och familjen Arecaceae. Inga underarter finns listade i Catalogue of Life.